# Kaja (Lützen)

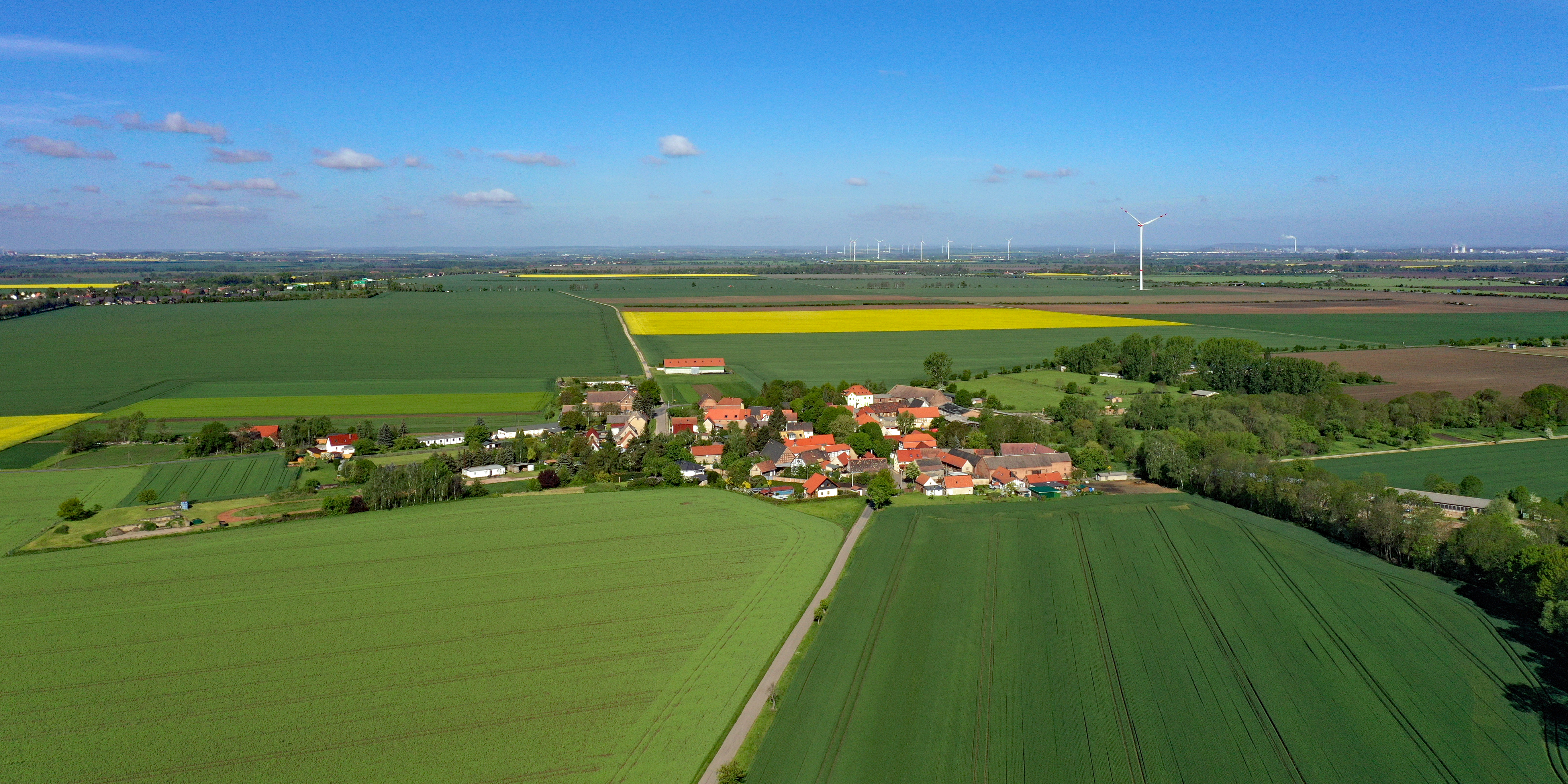
Luftbild

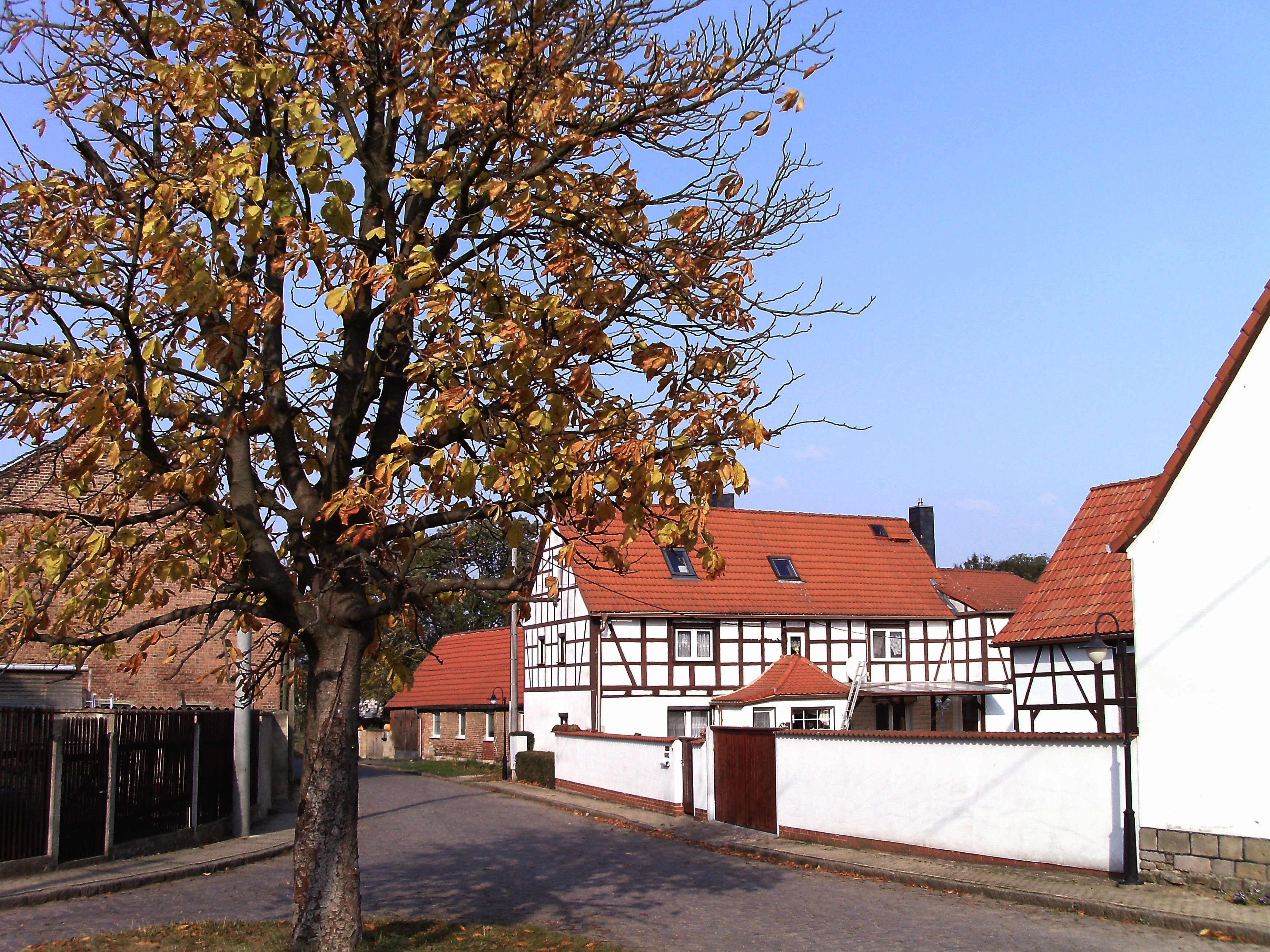
Ortszentrum von Kaja (2011)

Kaja ist eine zum Ortsteil Großgörschen  der Stadt Lützen im Burgenlandkreis in Sachsen-Anhalt gehörige Ortschaft.

## Geografie
Kaja liegt südöstlich von Lützen zwischen Leipzig und Weißenfels sowie zwischen den Tagebaugebieten von Zwenkau und Profen. Umgeben ist die Ortschaft von umfangreichen landwirtschaftlichen Nutzflächen. Kaja liegt nördlich von Rahna, westlich von Kleingörschen und nordwestlich von Großgörschen. Durch den Ort fließt der Floßgraben und die L 184 führt durch den Ort.
Nördlich von Kaja führt die A 38 vorbei.

## Geschichte
Kaja ist eine slawische Gründung aus der Zeit um das Jahr 600. Die älteste urkundliche Erwähnung geht auf das Jahr 1277 zurück. Damals verkaufte der Wettiner Markgraf Dietrich von Landsberg dem Bischof des Hochstifts Merseburg Friedrich I. von Torgau den Gerichtsstuhl Eisdorf mitsamt allen hinzugehörenden Orten für 300 Mark Silber. Unter den insgesamt dreißig Orten wird auch Kaja genannt. 
1713 wurde die gesamte Dorfflur von Kaja vermessen und kartiert. Das entsprechende Flurbuch ist noch vorhanden.
Die Schlacht bei Großgörschen fand 1813 hauptsächlich in Kaja und Umgebung statt.
In der Folgezeit gehörte Kaja bis 1815 zum hochstift-merseburgischen Amt Lützen, das seit 1561 unter kursächsischer buw. ab 1806 königlich-sächsischer Hoheit stand und zwischen 1656/57 und 1738 zum Sekundogenitur-Fürstentum Sachsen-Merseburg gehörte.
Im Zuge der der ersten Kreisreform in der DDR wurde Kaja am 1. Juli 1950 in Großgörschen eingemeindet und in den Kreis Weißenfels umgegliedert. Seit 2010 gehört Großgörschen zur neuen Stadt Lützen.